# Обушок (зброя)

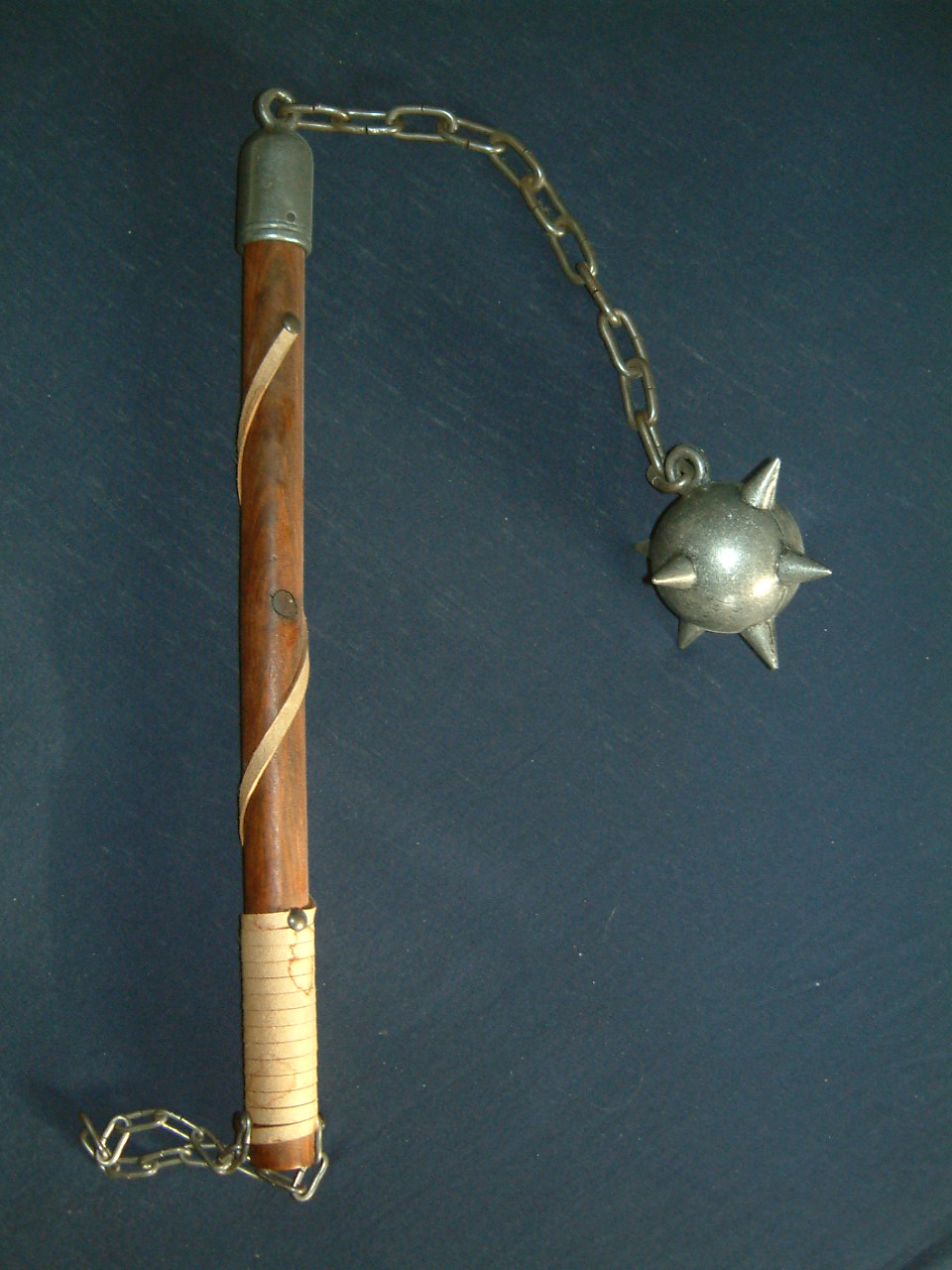
Сучасна реконструкція

Обушо́к, бойовий бич, іноді кисті́нь, кісте́нь, бойова гиря — холодна зброя ударно-роздроблюючої дії, яка складається з ударної частини у вигляді залізної кулі (іноді з шипами), з'єднаної ременем або ланцюгом з одноручним, рідше дворучним держаком з петлею для надівання на кисть. Існують спрощені варіанти — у вигляді ременя з тягарцем на одному кінці та з петлею замість держака на другому.
«Словник української мови в 11 томах» тлумачить термін обушок нечітко — «вид холодної зброї», «Словарь української мови» Бориса Грінченка перекладає його російським «чеканъ», «Етимологічний словник» визначає кістень як булаву, хоча чекан, булава й обушок є досить несхожими і чітко розрізнюваними видами зброї.

## Історія

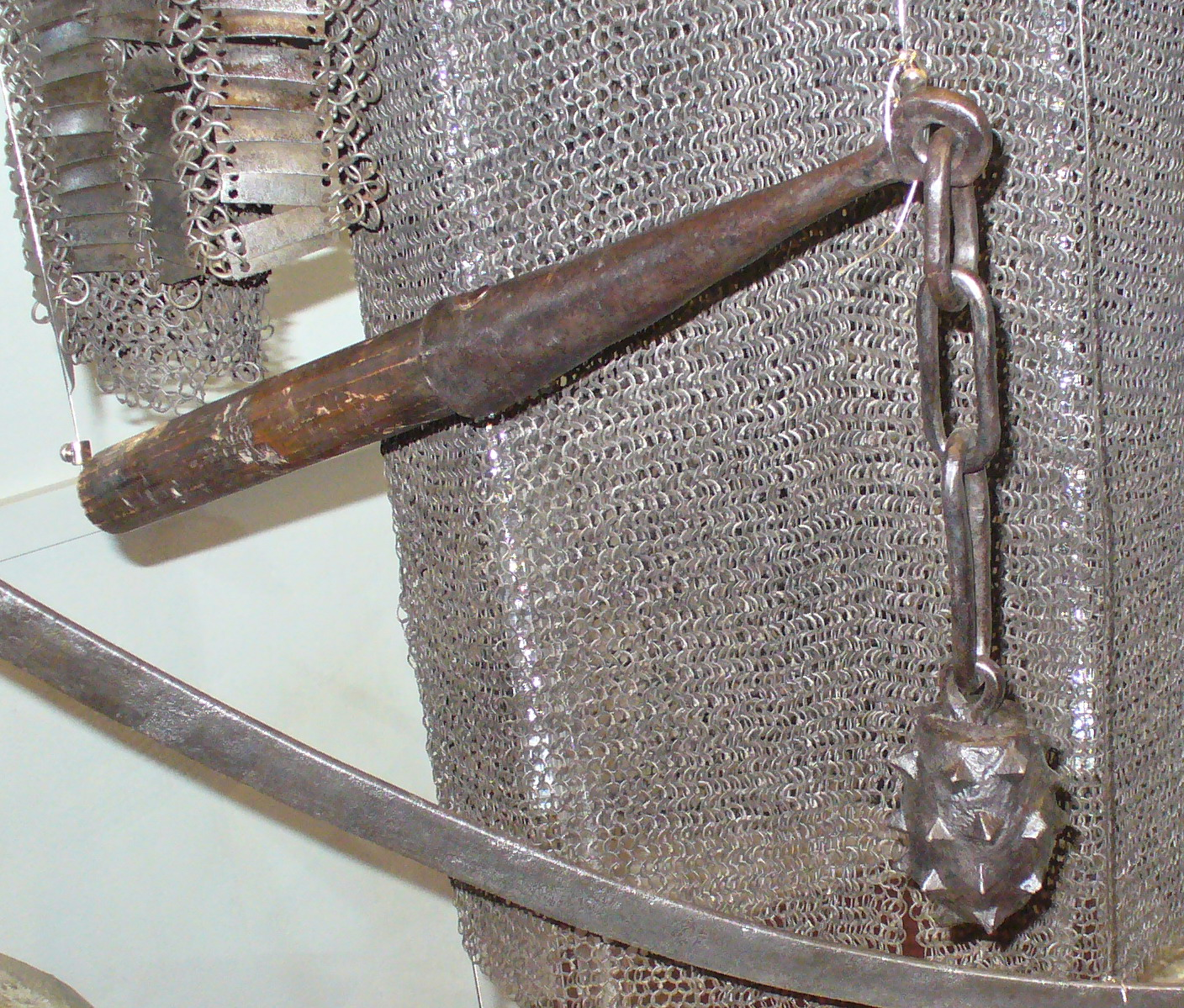
Обушок XVII ст.

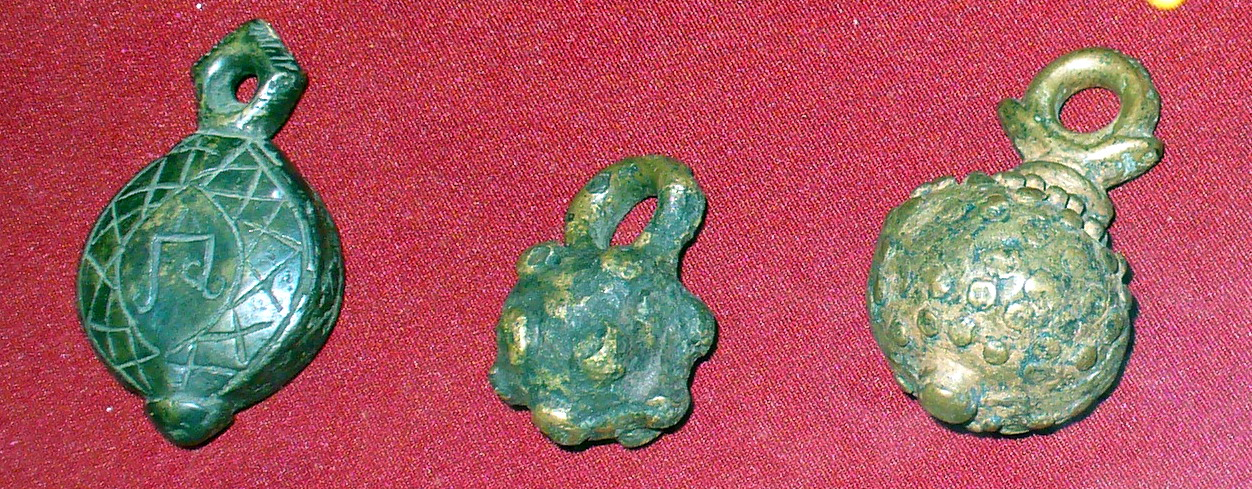
Металеві гирі обушка. Новгородська республіка, XII—XIII ст.

Обушок є одним з найдавніших типів зброї ударно-роздроблюючої дії. Точно не відомо, коли уперше з'явилися обушки, але у Східній Європі найдавніші знахідки відзначаються у степу Південного Сходу. Обушки нижнього Поволжя та Подоння датуються 4 — 9 ст. Ймовірно, звідти вони й проникли на територію Русі. Перші руські обушки датуються IX—X ст. Зважаючи на східне походження обушка, деякі мовознавці припускають, що одна з його назв (кистінь, кістень, рос. кистень, пол. kiścień), могла пійти від тюрк. kistan («палиця», «кийок»). За іншою версією, це слово — питомо слов'янське, походить від слова кисть (бо держак часто споряджувався петлею для надівання на кисть руки), або від рос. кисть, кисточка («китиця»), бо начебто замість гирі використовували китиці.
Найдавніші обушки робилися з кісток тварин, прив'язаних до ременя. Звідси й походить одна з назв зброї у польській мові («masłak» — букв. «маслак», «кістка»). На Русі подібний тип побутував аж до XIII ст. Поява міцних обладунків вимусила відмовитися від костяного матеріалу та перейти повністю на метал. Металеві обушки відомі з X ст., але поширення набувають у XII—XIII ст.
Гирі могли мати різноманітну форму. Найбільш поширеними були гирі кулястої або грушоподібної форми, іноді кубічної, у тюркських народів на Алтаї уперше з'явилися гирі біконічної форми — у вигляді двох конусів з'єднаних основами, з металевим вушком. Такі гирі набули також поширення у Московії та у литовських татар. Гирі іноді було споряджено шипами, але частіше ґульками на поверхні для підвищення забійної сили. Матеріалом для гир слугували бронза або залізо, у середину часто заливався свинець. Вага сягала 60 — 270 г. Подібно іншій середньовічній зброї, обушки іноді мали прикраси — сріблення, чернь, карбування.
Половину всіх відомих бойових гир знайдено у Київські землі, звідси цей вид зброї поширився до Волзької Булгарії і Литви. Кистені часів Київської Русі є найдавніші серед подібних європейських знахідок, найбільш ранні обушки віднайдені на території сучасної України датуються V—VI ст.. У західноєвропейських країнах обушки починають з'являтися у XI ст., у XIV—XV ст. ними користувалися й в Азії, і в Європі.

## Різновиди
- Ланцюговий моргенштерн — був поширений у Західній Європі. Мав вигляд металевої кулі з шипами, прикріпленої довгим ланцюгом до держака.
- Тігірікі (чігірікі, фурібо, фурідзьо або кусарі-бо) — обушок японських ніндзя, іноді поєднаний зі списом.
- Гупіло́н (фр. goupillon — букв. «кропило»)[10] — французький обушок.
- Молот-метеор (кит.: 流星錘) — китайський обушок без держака.

## Сучасне уживання
Використовується досі як доступна холодна зброя, переважно злочинцями. Частіше уживається спрощений варіант, який складається з тягарця, гирки, прикріпленої на кінці ременя. Такі прилади часто однозначно класифікуються як холодна зброя. Імпровізований обушок — зв'язка ключів або складаний ніж на ланцюжку або шнурку.
Телескопічний (складаний) обушок — узвичаєна назва різновиду поліцейського кийка, який складається з рукояті з петлею, усередині якої знаходяться дві висувних ланки зі сталевої спіралі з тягарцем на кінці. Застосовувалися поліцією західних країн з середини XX ст. У СРСР були відомі кустарні зразки.

## Схожа зброя

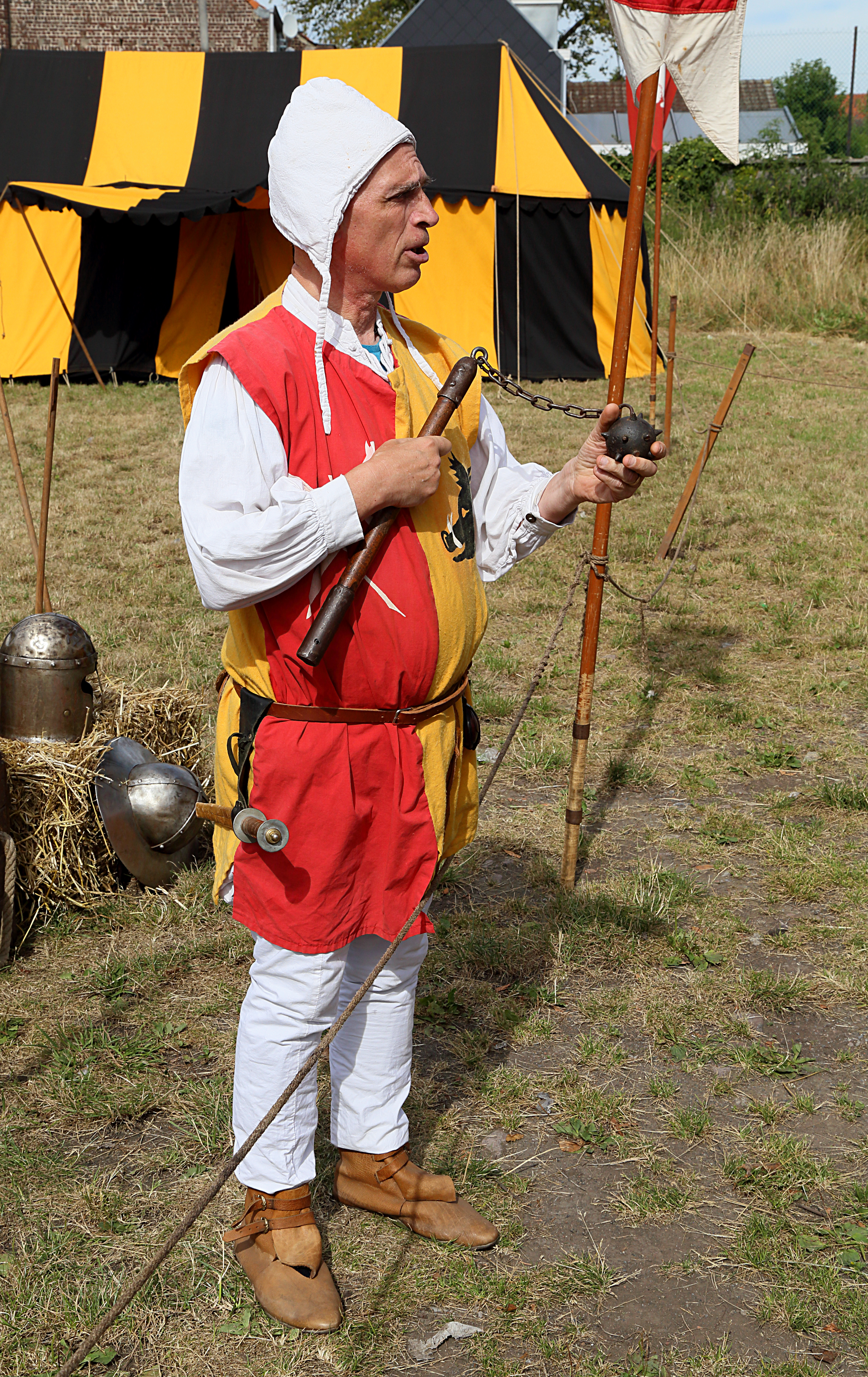
Вояк з обушком. Сучасна реконструкція

- Бойовий ціп — це теж зброя з рухомим бияком, відрізнюється від обушка довгастою бойовою частиною та коротшим з'єднальним ланцюгом. Утім, у деяких мовах (напр. в англійській) ці поняття змішуються.
- Нунчаку (нунтяку) — японська зброя з двох кийків, з'єднаних ланцюжком.
- Куботан — обушок-брелок

## У культурі
- У фільмі «Володар перснів: Повернення короля» у битві на Пелленорських полях Король-примара б'ється з Еовін величезним обушком-моргенштерном (проте, у романі його зброєю була булава).
- У фільмі «Жанна д'Арк» (1999 р.) в одній з битв Жиль де Ре (грає Венсан Кассель) бореться двома шипчастими обушками (ланцюговими моргенштернами).
- У культовій серії ігор Civilization починаючи з третьої частині присутня середньовічна піхота, озброєна шипчастими обушками (ланцюговими моргенштернами).